# Wang Dan
Wang Dan född 26 februari 1969 i Peking, är en kinesisk dissident som lever i exil i USA.
Wang Dans familj kommer från Juancheng i Shandong och har båda studerat vid Pekings universitet. Wang började studera vid Pekings universitet 1987 och skrev in sig på historiska institutionen följande år. På universitetet organiserade Wang "demokratisalonger" där politiska reformer diskuterades.
När protesterna på Himmelska fridens torg 1989 bröt ut i april framstod han snart som en av ledarna för studentrörelsen. Han deltog i hungerstrejken i maj månad och i samtalen med premiärminister Li Peng. Sedan protesterna undertryckts med våld av Folkets befrielsearmé hamnade han på regeringens lista över personer som skulle arresteras. Han lyckades gå under jorden, men greps 1990 och dömdes till fem års fängelse följande år. Han frigavs villkorligt 1993, men fortsatte att uttala sig offentligt och publicera artiklar. 1995 dömdes han till 11 års fängelse för omstörtande verksamhet.
Före Bill Clintons Kinabesök 1998 frigavs Wang Dan på medicinska grunder och tilläts flytta till USA, där han började studera historia vid Harvard University. Han tog sin doktorsexamen i historia 2008. Han är fortfarande aktiv i den kinesiska exilrörelsen för demokrati och ordförande i Chinese Constitutional Reform Association. Den kinesiska regeringen har belagt honom med inreseförbud i Kina och 2004 förvägrades han inresa i Hongkong, där han planerade att delta i ett politiskt möte.